# Katalog Caldwella

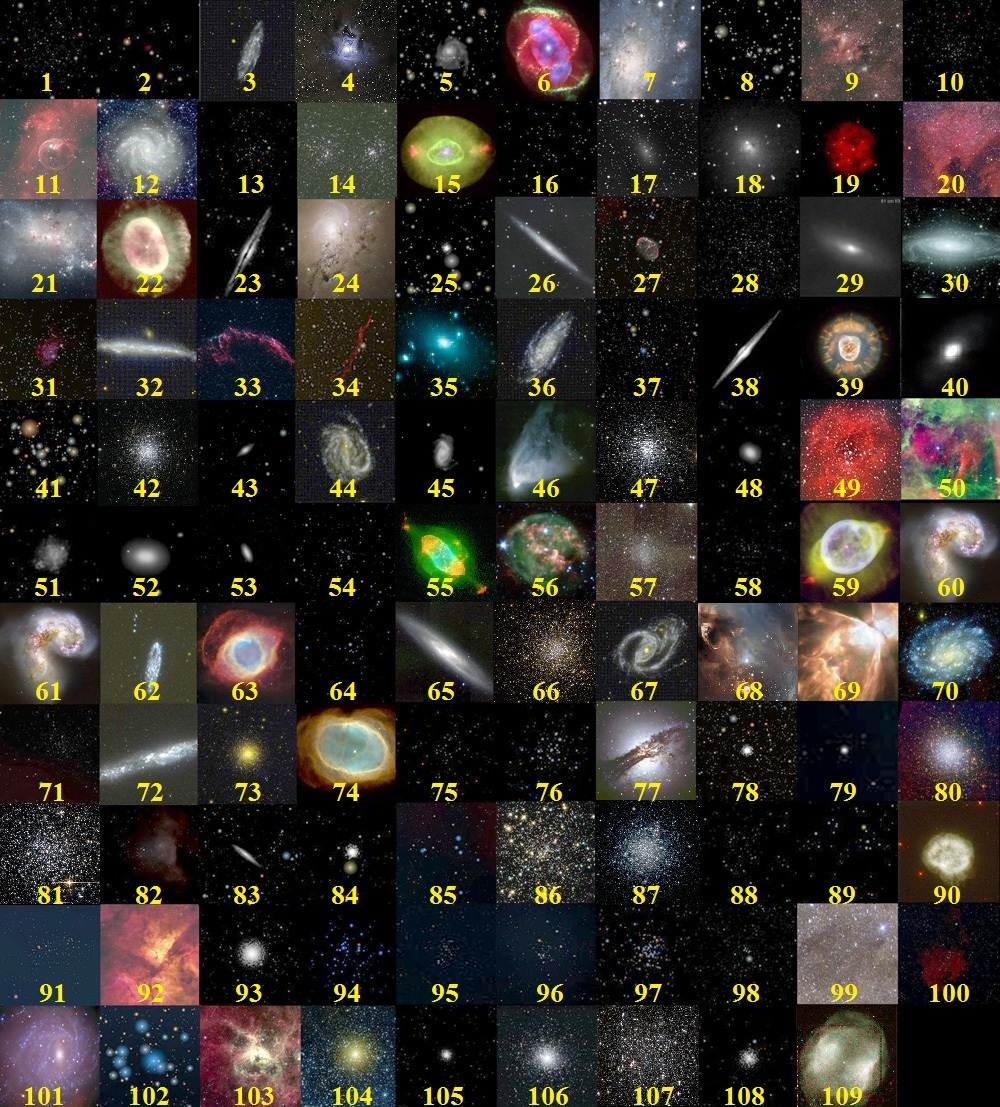
Tabela zawierająca 109 obiektów Katalogu Caldwella

Katalog Caldwella – lista obiektów astronomicznych głębokiego kosmosu wybrana i zestawiona w 1995 roku przez brytyjskiego astronoma amatora Patricka Caldwella-Moore’a.
Lista ta zawiera 109 obiektów, wśród których znajdziemy 1 ciemną mgławicę, 35 galaktyk, 18 gromad kulistych, 9 mgławic, 25 gromad gwiazd, 6 gromad połączonych z mgławicami, 13 mgławic planetarnych oraz 2 pozostałości po supernowej.
Nie jest to katalog astronomiczny w ścisłym znaczeniu tego słowa, lecz zestawienie obiektów wybranych przez Patricka Caldwella-Moore’a. Autor nie zajmował się katalogowaniem obiektów według ich typów, nie był też ich odkrywcą. Lista ta, podobnie jak Lista Najpiękniejszych Obiektów N.G.C. RASC lub Herschel 400, zawiera obiekty wybrane jako uzupełnienie Katalogu Messiera, mające być w zamierzeniu łatwo dostępne dla astronomów amatorów. Można w nim jednak znaleźć obiekty znacznie przekraczające możliwości astronomii amatorskiej jak np. Mgławica Grota.